# Bugis Street (filme)
Bugis Street (妖街皇后) (Yao jie huang hou, em cantonês) é um filme de Hong Kong e Singapura, dirigido por Yonfan e lançado em 13 de abril de 1995.